# 永井玄哉
永井 玄哉（ながい げんや、1925年10月28日 - ）は、日本の元俳優、元声優。本名同じ。
東京都出身、東京俳優生活協同組合に所属していた。
特技は乗馬、スキー。

## 略歴
上智大学卒業。1948年、民衆芸術劇場研究所入所。1949年、江々宮舞踏団入所。1950年、俳優座養成所卒業。1953年5月、劇団仲間に入団し、同年11月に退団。1955年5月、劇団泉座入団。

## 出演作品

### 映画
- 思春の泉（1953年） - 番頭の常さん
- 女の決闘（1959年） - 神保
- からみ合い（1962年） - 刑事
- 怪談（1965年） - 漁師
- ひとりっ子（1969年） - 川村先生

### テレビドラマ
NHK
- 短編映画 / おじいさんはがんこ者（1959年）
- ここに人あり
  - 第107話「汐ざい」（1959年）
  - 第128話「ある国選弁護人」（1960年）
- アイウエオ 第4話（1967年）
- 大河ドラマ
  - 竜馬がゆく（1968年） - 海保帆平
  - 勝海舟 第33話「三条木屋町」（1974年） - 真木和泉
- 鞍馬天狗（1969年）
- 男は度胸（1970年）

NTV
- ダイヤル110番
  - 第94話「三行広告」（1959年）
  - 第211話「白い凶器」（1961年）
  - 第217話「死体なき殺人」（1961年）
  - 第236話「山峡に消えた男」（1962年）
  - 第304話「少女期」（1963年）
  - 第327話「逢いびき」（1963年）
  - 第338話「ゼンソク免許」（1964年）
  - 第341話「女たち」（1964年）
  - 第344話「花火作戦」（1964年）
  - 第364話「犯人は誰だ」（1964年）
- 男ありて 第11話「脱線転覆記」（1964年）
- あぁ! へそまがり（1966年）
- 日産スター劇場 / オヤジも受験生（1967年）
- 光速エスパー（1967年）
  - 第5話「金属をたべる宇宙植物」
  - 第12話「ウイルスの恐怖」
- 快獣ブースカ 第44話「チビッコ台風」（1967年） - 講習会講師
- 火曜日の女シリーズ「人喰い」（1970年）
- 冬物語 第2話「美しき再会」（1972年）
- 家光が行く 第8話「兄と弟」（1972年） - 老中・榊原
- 伝七捕物帳
  - 第32話「娘十八天一坊」（1974年）
  - 第75話「酒は涙か花が散る」（1975年）-竹三
- おんな浮世絵・紅之介参る! 第17話「恐怖の暗殺集団」（1975年）
- 太陽にほえろ!
  - 第149話「七曲藤堂一家」（1975年） - 城北署刑事
  - 第256話「ロッキー刑事登場!」（1977年） - 鍋島刑事（三の輪署）
  - 第304話「バスジャックの日」（1978年） - バス乗客の女性の父親※ノンクレジット
  - 第352話「ボン・絶体絶命」（1979年） - 警備会社主任
  - 第384話「命」（1979年） - 鬼沢
  - 第489話「帰って来たボス -クリスマスプレゼント-」（1981年） - 浜西の友人
  - 第511話「爆発! ロッキー刑事」（1982年） - 千葉県警刑事
  - 第536話「死因」（1982年） - 北署刑事
- 金曜劇場 / 前略おふくろ様 第2シリーズ 第21話（1977年） - 警官
- 新五捕物帳
  - 第8話「蛇の道は蛇」（1977年）
  - 第39話「ど根性親子」（1978年）
  - 第56話「恨みは残る三味の糸」（1979年） - 長崎屋仁左衛門
  - 第61話「祭り囃子に来た男」（1979年） - 多左衛門
  - 第91話「父の情けの花嫁衣裳」（1979年） - 薩摩藩・家老
  - 第129話「しのび逢い」（1980年）
  - 第149話「悲しき異母兄弟」（1981年）
  - 第155話「地獄からきた女」（1981年） - 藤兵衛
- 警視-K 第7話「太陽が上に向いている」（1980年）- 新東亜建設・高浜社長
- 土曜グランド劇場
  - あんちゃん 第25話「ネコ好きvsネコ嫌い…その結果は?」（1983年）
  - 天まであがれ!2 第1話（1983年）
  - 事件記者チャボ! 第23話「チャボの長～い長～い一日!」（1984年） - 名取校長

TBS
- 東芝日曜劇場
  - ある夜の殿様（1961年）
  - 鳥が……（1967年）
- 小さな目（1964年）
- 高島屋バラ劇場 / 結婚の設計（1964年）
- ウルトラシリーズ
  - ウルトラQ 第11話「バルンガ」（1966年） - 警官
  - 帰ってきたウルトラマン 第43話「魔神 月に咆える」（1972年） - 村人 ※永井玄成と誤記
- 渥美清の泣いてたまるか 第61話「日本で一番もてない男」（1967年）
- 不二家の時間 / アテンションプリーズ 第25話（1971年）
- 走れ!ケー100 第43話「奇跡が起った!」（1974年）
- 日本沈没 第8話「怒りの濁流」（1974年） - 科学技術庁長官 ※第9話に誤記
- 赤い絆 第12話「ふたりだけの結婚」（1978年）
- 七人の刑事 第3シリーズ 第6話「パニックイン警視庁」（1978年）
- 森村誠一シリーズII・青春の証明（1978年）
- 不毛地帯 第12話（1979年） - 毎朝新聞政治部長
- Gメン'75
  - 第216話「口裂け女 連続殺人事件」（1979年） - 吉村弘
  - 第332話「原宿・六本木の女を襲う男」（1981年）
- 花王 愛の劇場
  - 家族づくり（1983年）
  - 黒革の手帖（1984年）
- ザ・サスペンス / 消えた日曜日 （1984年）

CX
- 第7の男
  - 第3話「恋と紙幣と銃弾と」（1964年）
  - 第8話「泥棒作戦」（1964年）
  - 第13話「バラの柩に香水を」（1965年）
- 刑事（デカ） 第10話（1965年）
- ゼロファイター 第11話「永遠に祖国を愛す」（1969年）
- 土曜劇場 / 五代家の嫁 第7話（1970年）
- テレビ映画 / 科学捜査官 第11話（1973年）
- 八州犯科帳 第3話「忘れな草に泣く女」（1974年）
- 殺さないで!（1975年）
- 同心部屋御用帳 江戸の旋風III 第16話「生き返った十手」（1977年）
- 飢餓海峡 第4 - 7話（1978年）
- 江戸の渦潮 第17話「ふくろう長屋の人情」（1978年）
- 白い巨塔 第28話（1978年）
- 大空港 第60話（1979年） - 医師
- 大捜査線 第11話「入社式」（1980年）
- 江戸の朝焼け 第15話「風流深川おんな狐」（1980年）
- 同心暁蘭之介 第14話「父子十手」（1982年）
- 時代劇スペシャル / 新吾十番勝負 第二部「抹殺密命 渦巻く悪の内懐にくの一暗躍」（1982年）

NET→ANB
- 母親学級騒動記（1959年）
- 特別機動捜査隊
  - 第117話「蒼い十字架」（1964年）
  - 第181話「空白」（1965年）
  - 第316話「北国の女」（1967年）
  - 第468話「大砂丘」（1970年）
- 徳川家康（1964年 - 1965年）
- 判決（1966年）
  - 第174話「おかのカッパ」
  - 第200話「憲法第二十五条」
- 大忠臣蔵（1971年） - 荒木十左衛門
- 天皇の世紀 第一部 第13話「壊滅」（1971年） - 斉藤大之進
- 荒野の用心棒 第14話「黒豹は死の追跡を狙って…」（1973年）
- 非情のライセンス
  - 第1シリーズ 第39話「兇悪のライフル」（1973年） - 小柳
  - 第3シリーズ 第9話「兇悪の化粧・総選挙殺人事件」（1980年）
- 達磨大助事件帳 第4話「待っていた女」（1977年）
- 江戸の鷹 御用部屋犯科帖 第8話「廃虚の街に鷹が飛ぶ」（1978年）
- ザ・スペシャル / 密約（1978年）
- 鉄道公安官 第7話「こだま最終便の秘密」（1979年）
- 土曜ワイド劇場
  - 戦後最大の誘拐 -吉展ちゃん事件-（1979年）
  - 帝銀事件 大量殺人・獄中32年の死刑囚（1980年）
- 特捜最前線
  - 第194話「判事、ラブホテル密会事件!」（1981年）
  - 第206話「アイドル歌手恐喝事件!」（1981年）
  - 第228話「通り魔・あの日に帰りたい!」（1981年）
  - 第259話「二人の街の天使!」（1982年）
  - 第281話「一人だけの暴走族!」（1982年）
  - 第319話「一億円と消えた父!」（1983年）
  - 第335話「愛人バンクの女!」（1983年）
  - 第343話「汚職官僚の妻!」（1983年）
  - 第359話「哀・弾丸・愛 7人の刑事たち」（1984年）
  - 第389話「さらば、海の老兵!」（1984年）
- 走れ!熱血刑事 第24話「青春にキックオフ」（1981年） - 富田不動産社長

12ch→TX
- 大江戸捜査網
  - 第178話「殺し屋への挑戦状」（1975年） - 水澤監物
  - 第301話「壮烈! 首領、暁に死す」（1977年） - 甲斐守
  - 第317話「傷だらけ涙の人情駕籠」（1977年） - 錦屋の用心棒
  - 第341話「姿なき闇の仕掛人」（1978年）
  - 第357話「危機一髪 凶悪の罠」（1978年） - 奉行
  - 第384話「大爆破を招く恐怖の大凧」（1979年） - 酒井忠興
  - 第408話「御前試合が暴く謎の金脈」（1979年）
  - 第438話「女三味線わかれ唄」（1980年） - 評定所一座
  - 第491話「銃口に立ち向かう男」（1981年）
  - 第508話「駒下駄の鬼娘の涙」（1981年）
  - 第529話「掟に泣く隠密同心」（1982年） - 青柳清順
  - 第547話「大乱戦 獲物を狙う小悪魔」（1982年） - 丁子屋
  - 第554話「女の死闘 くノ一対女隠密」（1982年） - 主人
  - 第569話「乱れからくり偽美術品の罠」（1982年） - 梶原隼人正
- UFO大戦争 戦え! レッドタイガー 第17話「開かれた秘密の扉」（1978年）

### 吹き替え
- アウター・リミッツ 2nd season 第40話「人工惑星ウルフ」（1964年） - フィリップ・ダンディ
- サンダーバード 第16話「オーシャンパイオニア号の危機」（1966年）